# Daniele Ganser
Daniele Ganser (Lugano, 29 d'agost de 1972) és un historiador suís.
Es va donar a conèixer amb la seva dissertació Els exèrcits secrets de l'OTAN a Europa, publicada el 2005. Des de llavors, Ganser ha publicat sobre les accions militars dels països de l'OTAN, que qualifica de contràries al dret internacional i sobre els pics de producció mundial de petroli.
Discuteix diverses teories alternatives, especialment en relació amb l'11 de setembre, i les presenta com a enfocaments explicatius que encara han de ser examinats pels científics.

## Biografia
Daniele Ganser el Director de l'Institut Suís per a la Recerca per la Pau i l'Energia (SIPER Swiss Institute for Peace and Energy Research), i President de ASPO-Suïssa (Association for the Study of Peak Oil and Gas).
Buscant temes de recerca per a la seva tesi de doctorat a principis de 1998, l'Edecan Daniele Ganser es va anar interessant en el fenomen Gladio. Ell mateix explica inicialment al seu llibre "Els Exèrcits secrets de l'OTAN. L'Operació Gladio i el terrorisme a Europa occidental", després de quatre anys d'àrdua recerca, que malgrat la seva gran importància per a la història, política, social i militar més recent d'Europa occidental i els Estats Units, només s'havia dut a terme un treball molt limitat sobre el fenomen dels exèrcits secrets de l'OTAN. Aspectes que es tornaran a obrir lentament en la recerca històrica, malgrat ser encara àmpliament desconeguts.
El seu treball de recerca va deixar perplex als serveis d'intel·ligència de les nacions de l'OTAN, precisament perquè aquest ha estat un tema secret revelat públicament, la qual cosa ofereix amenaça judicial latent, a les administracions i als responsables als parlaments. Quan els exèrcits secrets de Gladio van ser descoberts a Europa el 1990, afirma Daniele Ganser al seu llibre, que encara que l'operació "stay-behind" va començar oficialment el 1952, tot el complex terrorista existia des de feia molt de temps abans, fins i tot abans de néixer en la ment d'Allen Dulles. Els exèrcits secrets coneguts com a unitats "stay-behind", van ser construïts després de la Segona Guerra Mundial per la CIA i el MI6, sota les directrius dels "Protocols Secrets" de l'OTAN, com a unitats clandestines anticomunistes terroristes.
Els exèrcits secrets, que van ser entrenats per la intel·ligència angloamericana agencies CIA i el MI6 i en altres 14 nacions membres de l'Aliança militar van cometre delictes de major quantia en forma organitzada, a l'interior de l'Organització del Tractat de l'Atlàntic Nord, -OTAN-, com a part d'un pla concebut per a tots els països membres de l'aliança militar. Les nacions participants del pla han estat a més responsables d'assassinats, tortures, segrestos, sabotatges, entrenament per al terrorisme, cops d'estat i terrorisme.
Daniele Ganser afirma que, durant tot aquest temps, els Estats Units han organitzat les xarxes terroristes a Europa des del "Departament d'Acció encoberta", de la CIA nord-americana, per a la realització d'activitats de sabotatge, atemptats terroristes atribuïts falsament, i amb traïdoria a l'esquerra tradicional, especialment per a evitar que els comunistes tinguessin accés al poder. El descrèdit pre-eleccional de les coalicions, o partits socialistes, o comunistes ha estat la primera prioritat per a impedir així la popularitat entre les masses votants.
L'estratègia terrorista ha estat descrita als "Protocols Secrets de l'OTAN", de 1949, que obliga a totes les nacions membres de l'Aliança militar al resguard i protecció de l'extrema dreta, o neonazis, per ser considerats aliats en la lluita en contra de l'enemic comú, el comunisme. Aqustes formes d'activitats de terrorisme ha estat denominat com a "Terrorisme de falsa bandera". Estratègia utilitzada especialment en períodes en els quals la CIA ha necessitat justificacions per a canvis en les disposicions legals internes o externes, o per a exercitar el poder operatiu poc abans d'iniciar invasions. Aquesta estratègia perdura avui dia com a mitjà de propiciar la por cap a l'Islam i de justificar guerres pel petroli.
Ganser explora els temes d'energia, la guerra i la pau des d'una perspectiva geoestratègica, i manifesta en la seva pàgina oficial (només en alemany i en anglès) que milers de persones avui dia estan compromesos amb la pau mundial, i interessades en les energies renovables. Ell creu que pot ajudar els científics a superar algunes de les mentides i la brutalitat que encara influeix en el nostre món actual. Els seus enfocaments de recerca, s'han centrat en els tòpics com ara la història Internacional des de 1945, la geo-estratègia de la guerra encoberta amb la intel·ligència i forces especials contemporànies, tant com en les guerres pels recursos del petroli. Daniele Ganser es dedica a l'anàlisi interacadèmic internacional, amb especialistes en la Globalització actual, treballant en funció de la defensa dels Drets Humans, amb la col·laboració d'especialistes en criminologia internacional, des d'Universitats de tots els continents.